# آینه‌نویسی

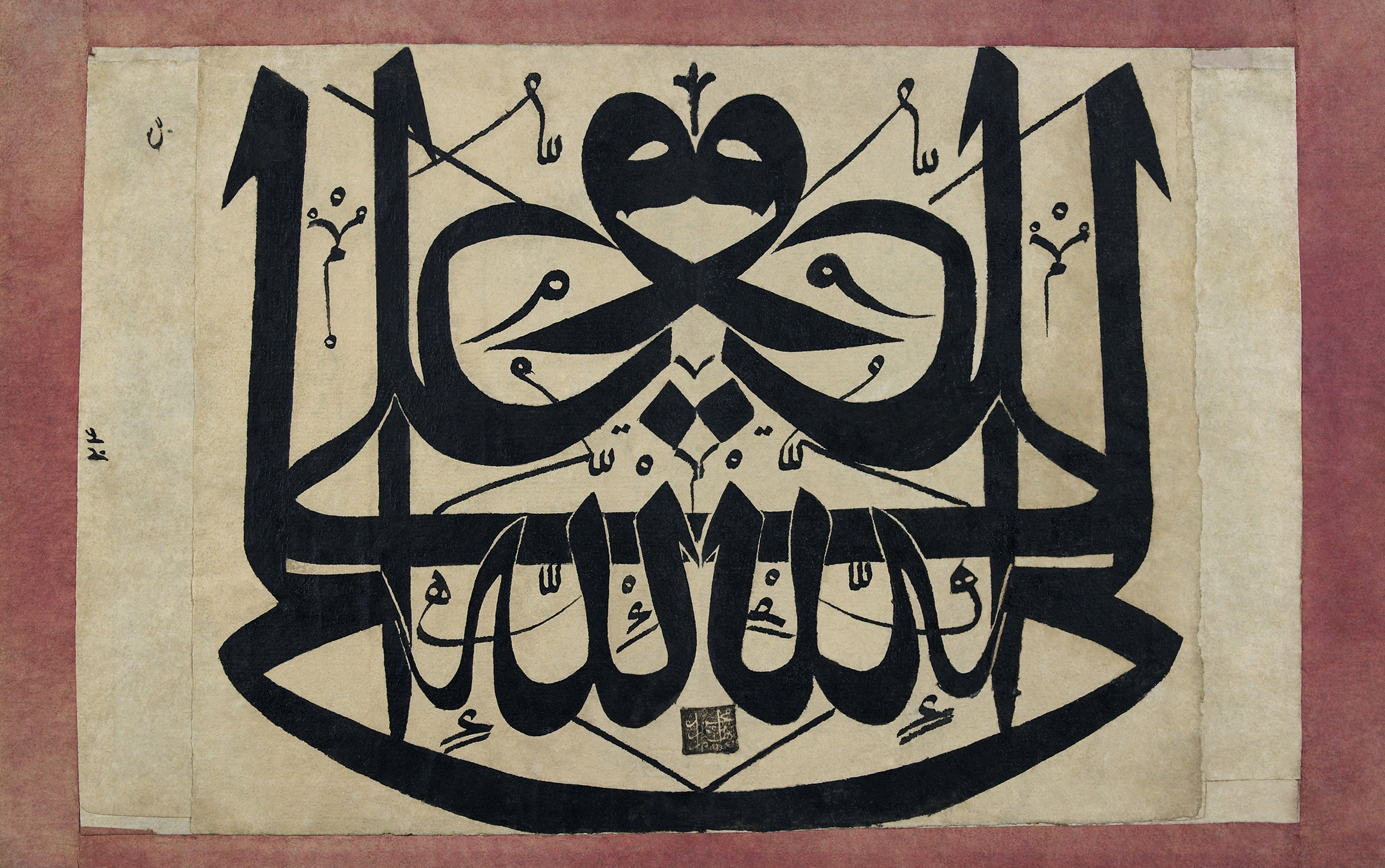
مثالی از کاربرد آینه‌نویسی در خوش‌نویسی اسلامی متعلق به امپراتوری عثمانی در قرن هجدهم میلادی. عبارت علی ولی الله در هر دو جهت بر لوحه نوشته شده‌است. جهت نامعمول را آینه‌نوشت خوانند.

آینه‌نویسی یا قرینه‌نویسی به نوشتن بر خلاف جهت طبیعی در یک زبان معین گفته می‌شود به گونه‌ای که نتیجهٔ حاصل -که آینه‌نوشت یا قرینه‌نوشت نام دارد- همچون تصویر نوشتهٔ معمولی بر روی آینه می‌نماید. طبیعی است که تصویر یک آینه‌نوشت بر روی آینه، به نوشته‌ای معمولی می‌ماند (منفی در منفی = مثبت). گهگاه آینه‌نویسی را به منزلهٔ روشی ابتدایی برای رمزنگاری به کار می‌برند. معمول‌ترین و رایج‌ترین آینه‌نوشت در عصر جدید، کلمهٔ AMBULANCE است که روی قسمت جلو آمبولانس‌ها با خطی درشت و آینه‌شده نوشته می‌شود تا رانندگان بتوانند آن را بر آینهٔ پشتی خودرو، به طرز صحیح بخوانند.